# Odnowiciele Kościoła

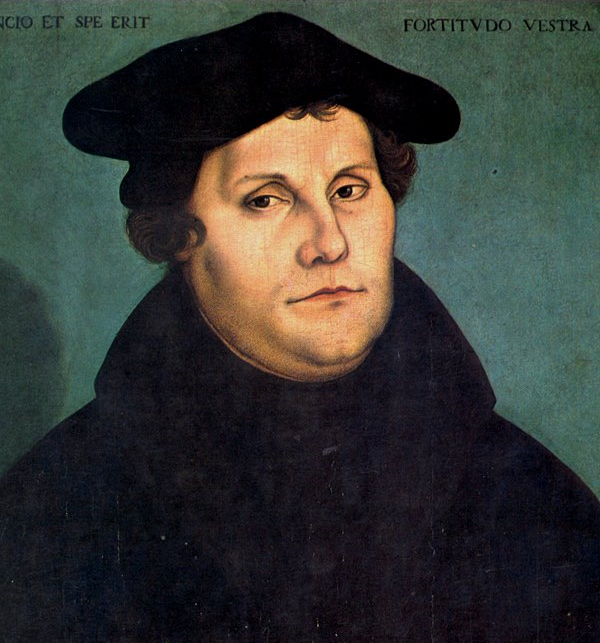
Marcin Luter

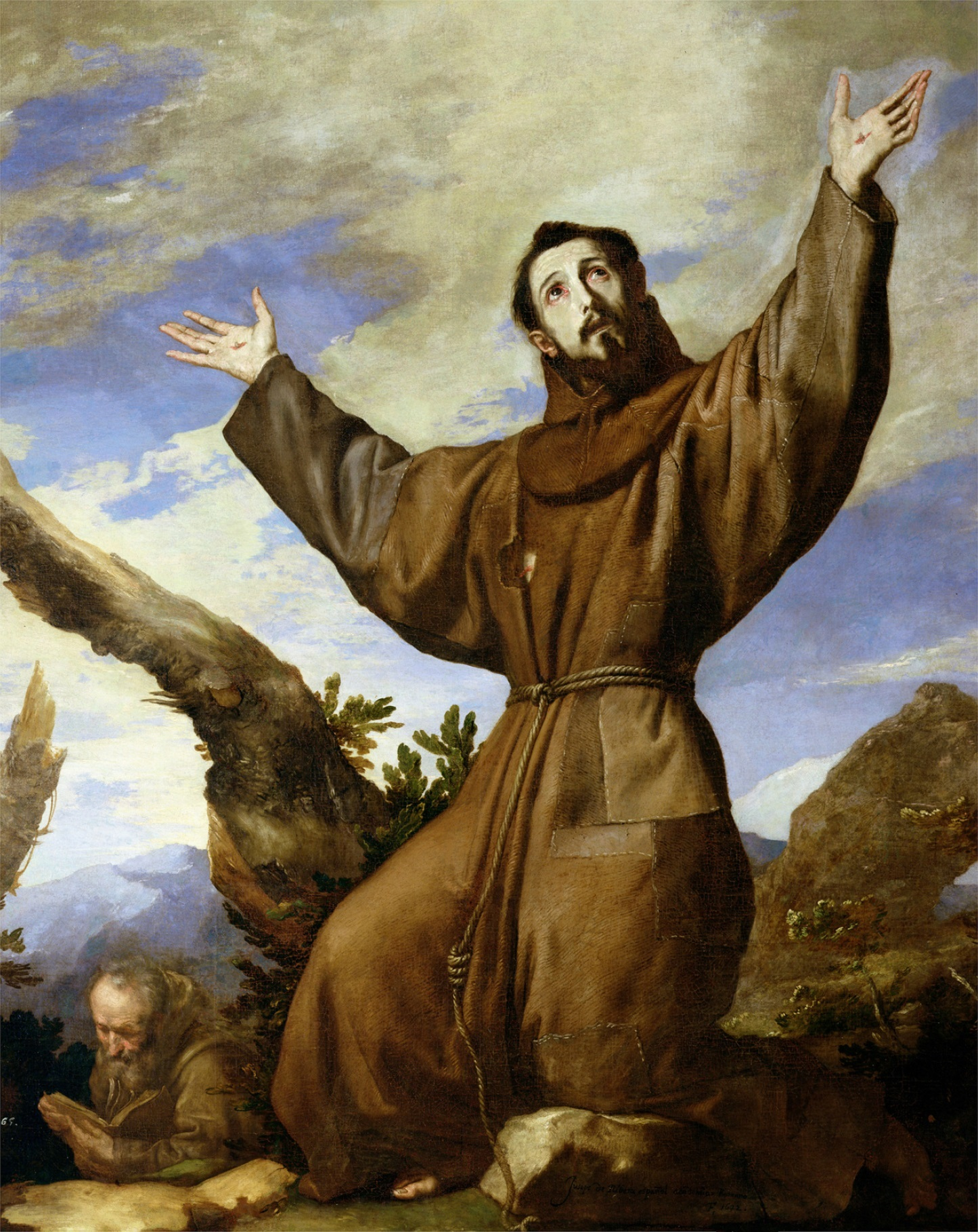
Franciszek z Asyżu

Odnowiciele Kościoła – tytuł nadawany osobom wspominanym w luterańskim kalendarzu liturgicznym w dowód uznania za działania na rzecz odnowy i reformacji Kościoła.
Lista odnowicieli Kościoła podana jest w kalendarzu liturgicznym zawartym w Lutheran Book of Worship – agendzie liturgicznej używanej przez wiele Kościołów luterańskich, m.in. należący do głównego nurtu Kościół Ewangelicko-Luterański w Ameryce (jako Evangelical Lutheran Worship) oraz konserwatywny Kościół Luterański Synodu Missouri (jako Lutheran Worship).
Odnowiciele Kościoła, podobnie, jak inne osoby wspominane w luterańskim kalendarzu liturgicznym, są zasłużonymi jednostkami w historii chrześcijaństwa, o których należy pamiętać, a którym nie wolno oddawać czci, ani modlić się do nich. W Kościołach protestanckich istnieje wyłącznie kult Trójjedynego Boga. Kult świętych, w myśl zasady Solus Christus, został zaniechany i uznany za bałwochwalstwo.

## Lista odnowicieli Kościoła
- Wilhelm Löhe, wspominany 2 stycznia,
- Antoni Wielki i Pachomiusz, wspominani 17 stycznia,
- Marcin Luter, wspominany 18 lutego,
- Jan i Charles Wesley, wspominani 2 marca,
- Hans Nielsen Hauge, wspominany 29 marca
- Olaus i Laurentius Petri, wspominani 19 kwietnia,
- Julianna z Norwich, wspominana 8 maja,
- Nikolaus von Zinzendorf, wspominany 9 maja,
- Jan Kalwin, wspominany 27 maja,
- Jan XXIII, wspominany 3 czerwca,
- Kolumba, Aidan i Beda Czcigodny, wspominani 9 czerwca,
- Filip Melanchton, wspominany 25 czerwca (obchodzona także Pamiątka Wyznania Augsburskiego),
- Brygida Szwedzka, wspominana 23 lipca,
- Nikolai Frederik Severin Grundtvig, wspominany 2 września,
- Franciszek z Asyżu, wspominany 4 października,
- Teresa z Ávili, wspominana 15 września,
- Jan od Krzyża, wspominany 14 grudnia,
- Katarzyna von Bora, wspominana 20 grudnia.